# Инспектор Лаварден
«Инспектор Лаварден» (фр. Inspecteur Lavardin) — детективный фильм французского режиссёра Клода Шаброля, выпущенный на экраны в 1986 году.
Сценарий картины написан Шабролем в соавторстве с Доминик Руле.
Фильм является продолжением фильма Шаброля 1984 года «Цыплёнок под уксусом». Главную роль инспектора Левардена вновь сыграл Жан Пуаре.

## Сюжет
Инспектор Лаварден (Жан Пуаре) направлен в маленький прибрежный городок для расследования загадочной смерти состоятельного и влиятельного католического писателя, которого обнаружили мёртвым на пляже со словом «свинья», написанным на его спине.
Вдова убитого Элен (Бернадетт Лафон) оказывается бывшей дамой сердца Лавардена, которую он не видел почти 20 лет. По ходу расследования Лаварден обнаруживает немало скелетов в шкафу.

## В ролях
Жан Пуаре — Инспектор Жан Лаварден
Жан-Клод Бриали — Клод Алварез
Бернадетт Лафон — Элен Монс
Жан-Люк Бидо — Макс Шарне
Жак Дакмин — Рауль Монс
Эрмин Клер — Вероник Манжин

## Оценка критики
Карин Джеймс из Нью-Йорк таймс:
В долгой и крепкой карьере Клода Шаброля, начиная от классического фильма Новой волны «Кузены» и вплоть до роскошного «Мадам Бовари», «Инспектор Лаварден» смотрится скромно. Но этот легковесный детектив показывает, что скромные развлечения не стоит сбрасывать со счетов. Этот лукавый фильм обладает первоклассной привлекательностью, обыгрывая некоторые заветные французские стереотипы – он полон искушённости, стиля и непринуждённого шарма… Нет ничего постыдного в умной и грамотной работе в жанре традиционного детектива. Наверное, поэтому эпизод с раскрытием убийцы для собственного же блага сделан слишком по-хичкоковски.  Иначе потребовалось бы  куда больше иронии или почтения, чтобы справиться с этим
Фред Кемпер из Чикаго ридер:
Обращают на себя внимание некоторые чудесно выполненные зрительные образы – вдова впервые появляется за стеклом, её лицо выглядит одновременно и живым, и отстранённым, или вид сверху на сцену убийства показывает окружающую местность, отдаляя нас от персонажей – но такие моменты слишком редки, и часто Шаброль пользуется только движением